# Триолизм

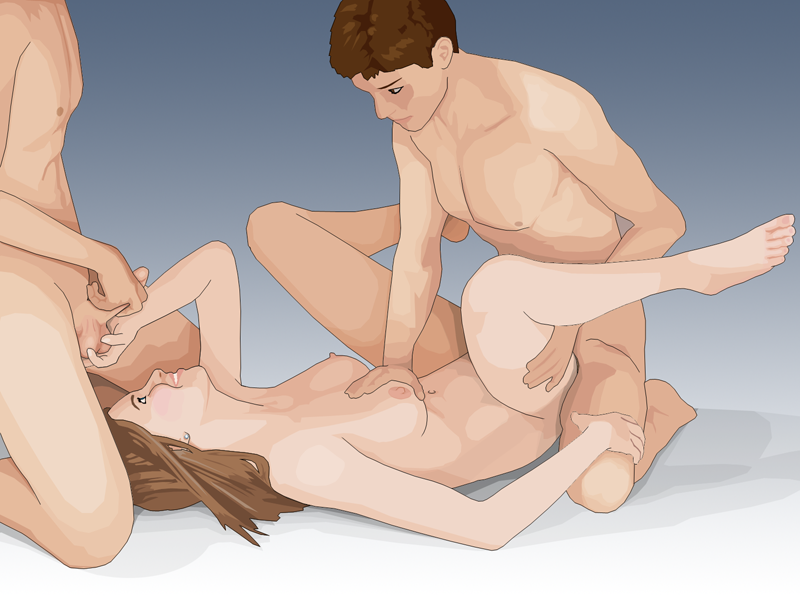
Двое мужчин и женщина

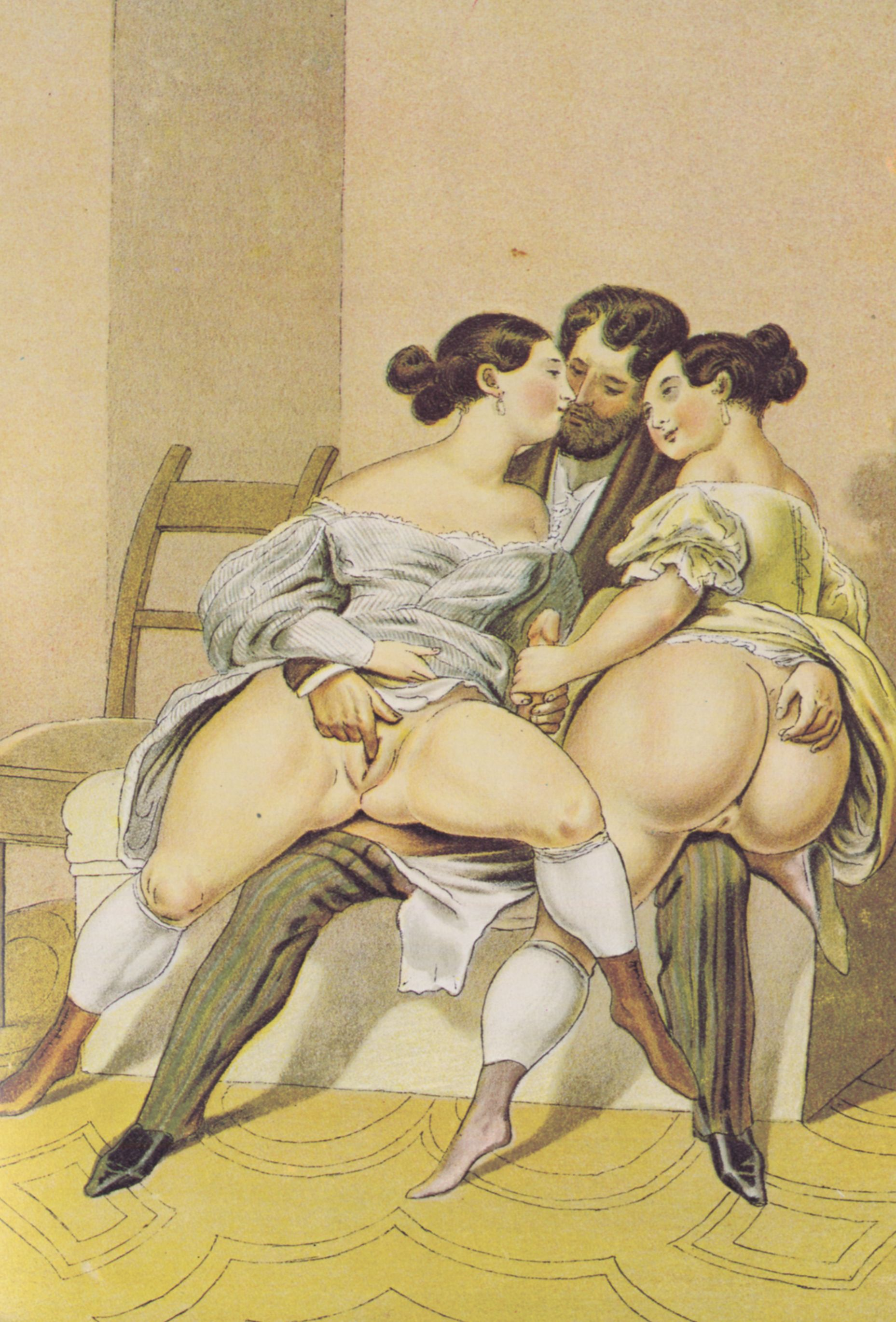
Ласки сексуального характера между мужчиной и двумя женщинами. Акварель Петера Фенди, XIX в.

Триолизм, или секс втроём (лат. tres, tria — три; синоним — плюрализм сексуальный) — сексуальная практика с участием трёх человек (независимо от пола), является минимальной формой группового секса.

## Статистика

### Разнополые пары
Согласно исследованиям немецких сексологов, около 74 % гетеросексуальных мужчин имеют сексуальные фантазии с двумя женщинами; каждая третья женщина также мечтает о сексе с двумя мужчинами.
В разнополых парах инициатором решения секса втроём вдвое чаще становится мужчина, чем женщина, соответственно, третьим партнёром в 70 % становится именно женщина. В 40 % случаев женщина остаётся недовольной после секса втроём, в то же время при отказе женщины от занятия сексом втроём 12 % мужчин пробуют это на стороне.
Чаще встречается секс с участием одного мужчины и двух женщин. При таком сценарии у мужчины проявляется чисто гетеросексуальная роль, при этом он может наблюдать за лесбийскими ласками двух женщин. Сочетание двух мужчин с одной женщиной встречается реже. В любом случае секс втроём позволяет партнёрам удовлетворять свои бисексуальные фантазии и потребности.

## Формы триолизма

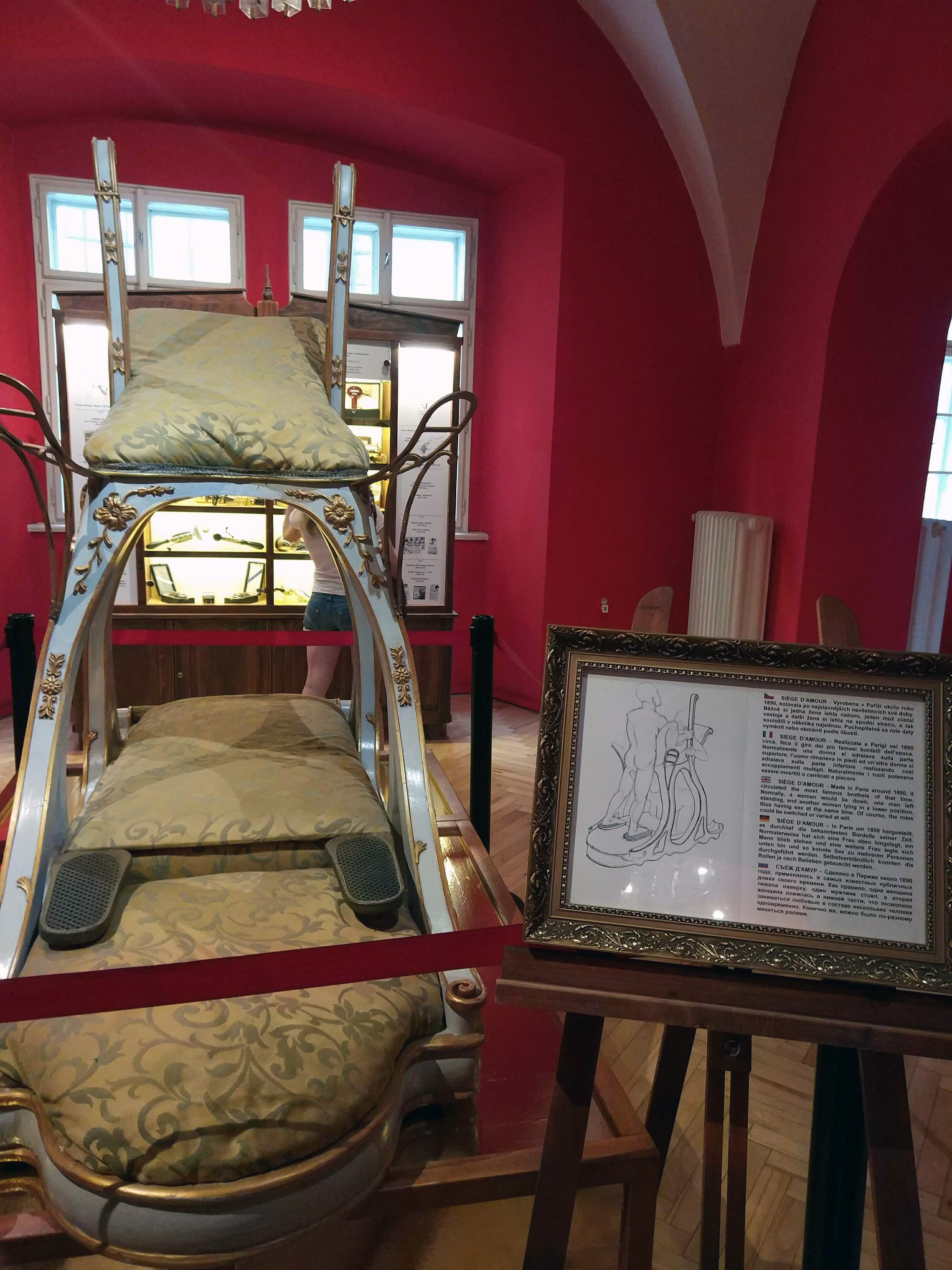
Приспособление конца XIX века из парижского публичного дома, с помощью которого клиента могут обслуживать сразу две проститутки: клиент стоя занимается сексом с проституткой, лежащей сверху, в то время как проститутка, лежащая или стоящая на коленях снизу, ласкает его мошонку. Выставлено в музее секс-машин в Праге.

Формами секса втроём могут выступать:
- Секс с участием одного мужчины и двух женщин (с наличием гомосексуальных контактов или без).
- Секс с участием одной женщины и двух мужчин (с наличием гомосексуальных контактов или без).
- Секс с участием трёх мужчин.
- Секс с участием трёх женщин.

## Сексуальная девиация
В случае, если половое удовлетворение достигается только лишь в том случае, если половой акт выполняется в присутствии или с участием третьего лица, секс втроём рассматривается как сексуальная девиация. Фактически это разновидность сочетания эксгибиционизма с визионизмом (см. вуайеризм), которая проявляется в сексуальных действиях нескольких партнёров на глазах друг у друга.